# Stoke Abbott
Stoke Abbott – wieś w Anglii, w hrabstwie Dorset. Leży 28 km na północny zachód od miasta Dorchester i 202 km na południowy zachód od Londynu.